# Auguste Mariette
FIŠAROVÁ, Blanka. Osvoboditel sfingy: Čím si Auguste Mariette získal uznání Egypťanů?. www.stoplusjednicka.cz [online]. 2019-01-31 [cit. 2025-07-10]. Dostupné online.
Auguste Ferdinand François Mariette (11. února 1821, Boulogne-sur-Mer – 18. ledna 1881, Káhira) byl francouzský archeolog a egyptolog, jedna z klíčových postav ve vývoji moderní egyptologie.  
Jako první z badatelů si uvědomil nutnost ochrany staroegyptských památek a zasloužil se o zákaz vývozu starožitností bez povolení, čímž omezil rabování a pašování artefaktů do Evropy. Z jeho iniciativy byla založena Egyptská památková správa a Egyptské muzeum v Káhiře. Vykonával funkci ředitele těchto institucí a současně prováděl vykopávky v různých lokalitách Egypta, přičemž dosáhl řady významných objevů (Serapeum).

## Život
Mariette vyrůstal v přístavním městě Boulogne-sur-Mer v rodině ředitele námořního úřadu. Ve škole se zajímal o historii a literaturu, měl jazykové a výtvarné nadání. V 18 letech odjel po smrti své matky do Anglie a dva roky učil na soukromé škole ve Strattfordu francouzštinu a kreslení. Po návratu do Francie dokončil studium a v letech 1841–1848 vyučoval francouzštinu na městské škole v Boulogne. Současně přispíval do několika časopisů a v roce 1843 se stal šéfredaktorem listu Annotateur boulonnais. O Egypt a jeho památky se začal zajímat až roku 1841, když v městském muzeu uviděl mumii. Po smrti svého příbuzného, Champollionova žáka Nestora l'Hôta, byl pověřen uspořádáním jeho písemné pozůstalosti a kreseb, které pořídil jako účastník Napoleonova tažení do Egypta. Tento úkol v něm vzbudil vášeň pro egyptologii. Z velké části samouk začal systematicky studovat egyptský jazyk, hieroglyfy a koptštinu. Postupně začal publikovat vlastní práce, vytvořil katalog egyptské sbírky Boulogneského muzea a v roce 1849 mu bylo nabídnuto místo pomocné vědecké síly v muzeu Louvre. Byl pověřen přepisováním hieroglyfických nápisů z kamenů a papyrů na papír. Získal rozsáhlé znalosti a překládal staroegyptské texty.

### První cesta do Egypta
V roce 1850 byl vyslán Národní knihovnou do Egypta vyhledávat a nakupovat koptské rukopisy v klášterech. Během čekání na povolení od koptského patriarchy si z káhirských hradeb prohlížel okolní památky a rozhodl se, že se bude věnovat vykopávkám. Jeho prvním velkým objevem bylo Serapeum, pohřebiště posvátných býků v Sakkáře, které bylo popisováno v textu starořeckého cestovatele Strabóna. Mariette objevil cestu vedoucí k pohřebišti lemovanou více než sto sfingami a v podzemních katakombách rozsáhlé pohřebiště s kamennými sarkofágy, které byly většinou vyloupené. Našel však mnoho vzácných památek, mezi nimi dřevěnou rakev se jménem Chamuaseta, syna faraona Ramesse II., v níž byly mumifikované býčí kosti, zlatá maska muže a menší soubor sošek vešebtů s býčími hlavami. Jedním z jeho nejznámějších nálezů je soška sedícího písaře, která se nyní nachází v Louvru. Mariette z této výpravy odvezl do Francie na 230 beden s archeologickými památkami poté, co mezi Francií a Egyptem došlo k dohodě o dělení nálezů.
Nedaleko vstupu do Serapea si nechal postavit jednoduchý dům a usadil se v něm i s manželkou a dětmi.
Do Paříže se vrátil v listopadu 1854, když mu došly finance a tehdejší egyptský paša nelibě nesl jeho nezávislost na místních úřadech. Byl jmenován asistentem kurátora Egyptského muzea v Louvru. Po svých objevech v Sakkáře se Mariette nemohl spokojit s čistě akademickou rolí. Řekl: "Věděl jsem, že zemřu nebo zešílím, pokud se okamžitě nevrátím do Egypta"

### Ředitel Památkové služby a Egyptského muzea

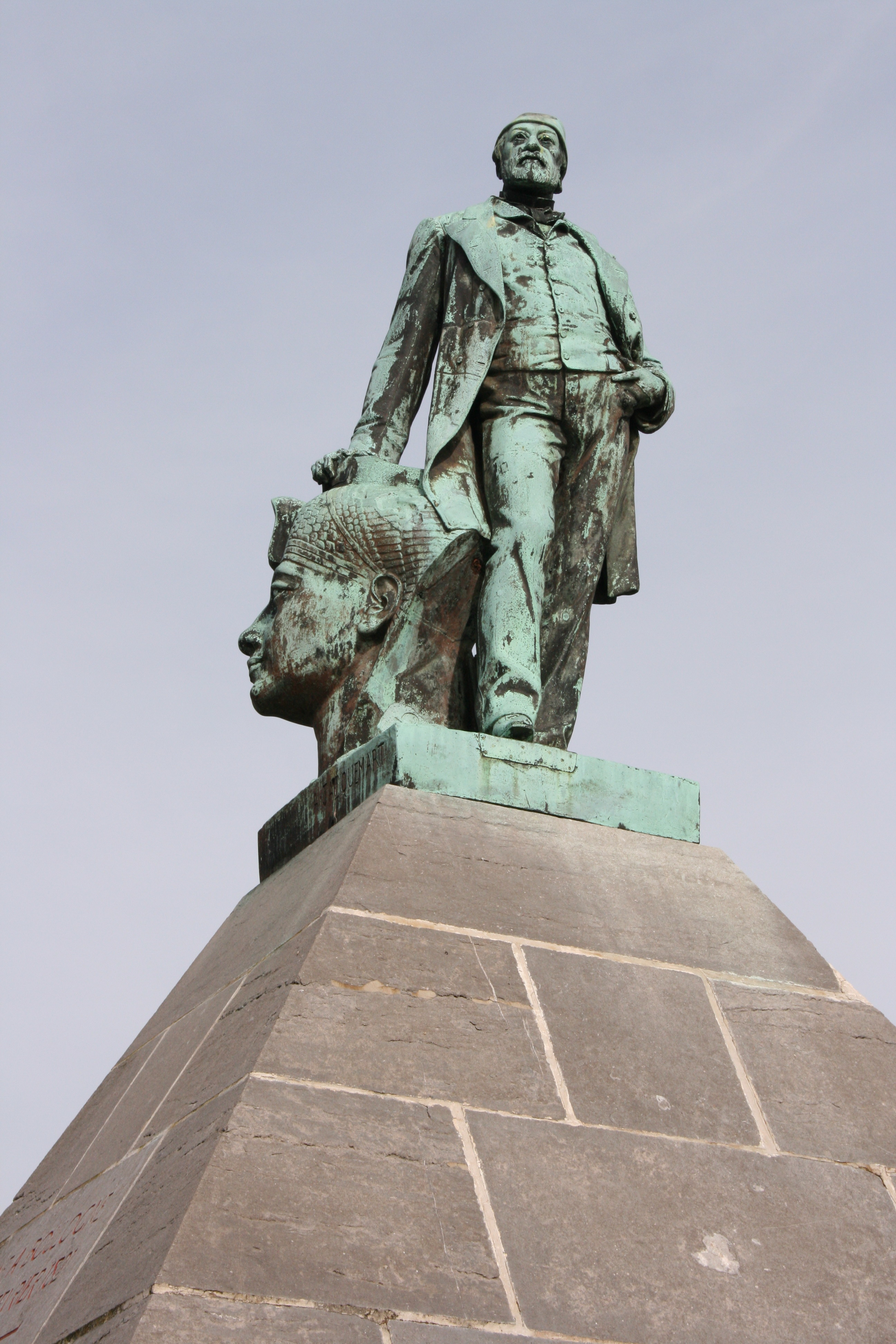
Mariettova socha v rodném městě

Koncem roku 1857 byl Mariette povolán zpět do Káhiry, kde mu nový paša Mohamed Saïd na doporučení Ferdinanda Lessepse udělil vysoký titul bej a pověřil ho dohledem nad vykopávkami v Egyptě. Jmenoval ho ředitelem Památkové služby (Service des Antiquités d'Égypte) s cílem vytvořit efektivní úřad, který zamezí rabování a ničení památek a omezí jejich vývoz do ciziny. Pověřil ho dokončením muzea egyptských památek ve čtvrti Búlaq v Káhiře a zároveň ho jmenoval generálním komisařem účasti Egypta na Světové výstavě v Londýně v roce 1862. Muzeum bylo slavnostně otevřeno v říjnu 1863.
Mariette zahájil řadu archeologických vykopávek po celé zemi a zároveň usiloval o jejich ochranu před krádežemi a poškozením. Průběžně navštěvoval různé lokality v okolí Káhiry, ale i v Horním Egyptě (Théby, Luxor, Edfu, Abydos). Dohlížel na organizaci prací, které prováděli jeho odborní spolupracovníci z Evropy (Emil a Heinrich Brugschovi, Luigi Vassali, Albert Daninos a další) a místní dělníci. V roce 1872 pod jeho vedením v Egyptě pracovalo 2780 dělníků. Nálezy byly katalogizovány, postupně se v egyptské archeologii prosazovaly vědecké metody práce. I on se v začátcích dopustil některých, pro dnešní dobu nepřijatelných pochybení, které měly za následek ztrátu cenných památek (např. použití výbušnin v Serapeu, nedostatečné zdokumentování staveb a památek v Sakkáře, nedostatečné zajištění odkrytých památek po ukončení prací).
Mezi největší objevy pod Mariettovým vedením patří tzv. hyksóské sochy z Džanetu, sochy krále Rachefa v Gíze, Hesyreova a Cejova hrobka v Sakkáře, dřevěná socha písaře Kaapera v Sakkáře nebo polychromované sochy prince Rahotepa a princezny Nofret z hrobky v Mejdúmu. Ve skalním amfiteátru v Dér il-Bahri objevil soustavu podzemních komor s více než 100 rakvemi kněží boha Moncua z Třetí přechodné doby. V hrobce královny Achhotep byla nalezena mumie královny se zlatými šperky, které pouze Mariettovou zásluhou zůstaly v Egyptě. K poslednímu objevu došlo na počátku roku 1881, krátce před Mariettovou smrtí, kdy Gaston Maspero našel na stěnách hrobky v Sakkáře tzv. Texty pyramid.
Vykopal 300 hrobek v Sakkáře a Gíze, vykopal mnoho míst v Egyptě a Núbii a našel asi 15 000 předmětů. Jeho poslední dílo bylo vydáno po jeho smrti pod dohledem Maspera, Mastaby Staré říše.
V roce 1867 dohlížel na staroegyptský stánek na Světové výstavě v Paříži, kde byl přivítán jako hrdina za to, že udržel Francii na předním místě v egyptologii. Ve stejném roce zemřela v Egyptě Mariettova manželka i děti během epidemie cholery.
V roce 1869 napsal na žádost panovníka námět k opeře, která měla být uvedena k slavnostnímu otevření Suezského průplavu. Verdi však operu Aida napsal až v roce 1871.

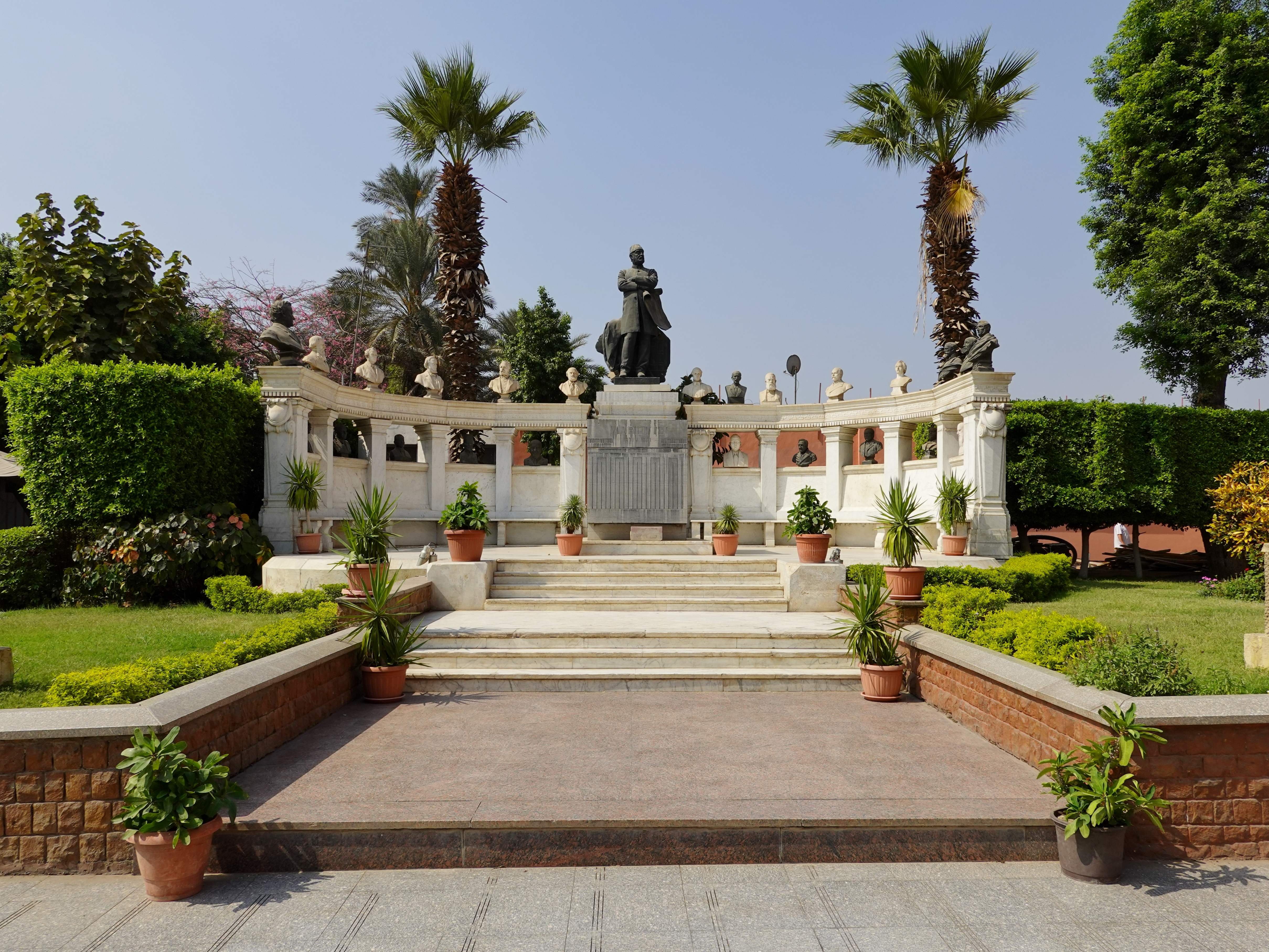
Sarkofág s pomníkem Augusta Marietta a bustami významných egyptologů v parku Egyptského muzea v Káhiře

V roce 1878 byl Mariette přijat za řádného člena francouzské Académie des inscriptions et belles-lettres. V roce 1879, jako uznání důležitosti jeho úsilí o ochranu egyptského dědictví, ho egyptský místokrál povýšil do hodnosti paši.
V roce 1878 bylo Egyptské muzeum v Búlaqu zpustošeno povodněmi, které zničily většinu Mariettových poznámek a kreseb. Na jaře 1881, předčasně zestárlý a téměř slepý Mariette zařídil jmenování Francouze Gastona Maspera svým nástupcem, aby zajistil, že si Francie udrží vedoucí postavení v oboru egyptské archeologie.
Mariette trpěl cukrovkou, která byla příčinou jeho úmrtí. Zemřel 18. ledna 1881 v Káhiře ve věku 60 let. Egypt mu vystrojil státní pohřeb a v zahradě Egyptského muzea mu byla postavena hrobka.

## Ocenění
Mariette byl ve Francii jmenován rytířem Čestné legie, vyznamenán pruským Řádem červené orlice, italským řádem svatých Mořice a Lazara. Byl také jmenován komandérem Řádu italské koruny a komandérem s hvězdou Řádu Františka Josefa.
Byl členem mnoha vědeckých společností a akademií v různých zemích světa (Francie, Itálie, Brazílie, Belgie, USA). 
V roce 1882 byl Mariettovi postaven pomník od Henri-Alfreda Jacquemarta v rodném městě Boulogne-sur-Mer. 